# International Survey of Herbicide Resistant Weeds
International Survey of Herbicide Resistant Weeds, englisch für Internationale Untersuchung von herbizidresistenten Unkräutern, ist ein kollaboratives Projekt von Wissenschaftlern aus über 80 Staaten, um die Entwicklung von herbizidresistenten Unkräutern zu erfassen. Das Projekt wurde von der Weed Science Society of America angestoßen und wird von Ian Heap weitergeführt. Finanziert wird das Projekt von dem Global Herbicide Resistance Action Committee und von CropLife International.
Bis Mitte 2014 waren in der Datenbank des Projekts 432 unterschiedliche Resistenz-Typen erfasst. Von diesen 432 Typen finden sich 145 in den Vereinigten Staaten. Zu den stärker betroffenen Staaten zählen ferner Australien und Kanada. Insgesamt waren 65 Staaten mit Problemen erfasst. Betroffen sind 22 von insgesamt etwa 28 bekannten Wirkstoffen/Wirkungsmechanismen, die die Basis von über 150 verschiedenen zugelassenen Herbiziden sind. Sie treten auf den Feldern von 82 Nutzpflanzenarten auf.